# I marciapiedi di New York (film 1949)
I marciapiedi di New York (East Side, West Side) è un film del 1949 diretto da Mervyn LeRoy.

## Trama
New York, la seconda guerra mondiale è terminata da poco. Jessie Bourne abita in un lussuoso appartamento nell'East Side ed è sposata con Brandon, uomo ricco e playboy.
Una sera Brandon è al night club Del Rio, dove viene visto da Rosa Senta, giovane aspirante modella che lavora in una boutique alla moda e che conosce Jessie, cliente del negozio. Rosa critica Brandon perché esce senza la moglie, ma la discussione viene interrotta dall'arrivo di Isabel Lorrison, in passato amante di Brandon e intenzionata a riprendere la relazione; Brandon però la respinge e si dichiara fedele alla moglie. Quella sera Isabel ha un appuntamento con il ricco Alec Dawning, che prende a pugni Brandon. Brandon viene salvato da Rosa, che lo porta a casa sua per riprendersi. Brandon torna a casa a notte fonda e dice a Jessie di aver lavorato fino a tardi, di essersi fermato in un bar per un drink, di essere stato colpito da un ubriaco e poi salvato da Rosa.
La mattina dopo un'amica di Jessie, Helen Lee, le telefona per ricordarle la festa che darà quella sera per il ritorno dalla guerra di Mark Dwyer, che prima di partire era un ispettore della polizia di New York. Jessie confessa a Helen che ha paura di ciò che accadrà al suo matrimonio a causa di Isabel. Dopo la telefonata Jessie va al salone dove Rosa lavora e la ringrazia per aver salvato Brandon. Come ringraziamento, Jessie si offre di portare Rosa all'aeroporto a prendere Mark Dwyer, per il quale Rosa ha sempre avuto una cotta.
Mentre sta lasciando il suo ufficio per la festa di Helen, Brandon riceve la visita di Isabel, che lo convince ad andare nel suo appartamento. Jessie va alla festa dei Lee da sola e comincia a conoscere meglio Mark; poi scopre che Brandon è con Isabel e decide di lasciare la festa. Mark, stanco dei festeggiamenti e preoccupato per Jessie, si offre di accompagnarla a casa, dove rimane fino al ritorno di Brandon. Dopo che Dwyer se ne è andato, i coniugi litigano furiosamente, ma alla fine Brandon convince Jessie del suo amore, fanno la pace e lui propone di fare un viaggio.
Il giorno dopo, mentre spiega a Rosa che non vuole avere una relazione con lei e che è attratto da Jessie, Dwyer vede Dawning con un'algida bionda. Capisce così che, anche se si vede con Isabel, Dawning non le è fedele. Mentre si prepara a uscire con Dwyer per un giro in auto, Jessie è chiamata al telefono da Isabel, che le chiede un incontro nel suo appartamento nel West Side. Il colloquio tra le due donne è tesissimo, Jessie si rifiuta di far finire il suo matrimonio, ma Isabel è convinta di poter avere Brandon quando vuole. Dwyer riporta Jessie a casa, dove le viene dato un messaggio in cui si dice di chiamare Brandon all'appartamento di Isabel. Insospettita, Jessie chiama. Brandon risponde, dicendole che ha trovato Isabel assassinata e ha chiamato la polizia.
Jessie e Mark accorrono nell'appartamento di Isabel, dove ad indagare c'è un amico di Dwyer, il tenente Jake Jacobi. Dwyer ottiene da Jacobi di poter collaborare nelle rilevazioni e trova un'unghia spezzata di una donna vicino al cadavere, che non è né di Jessie né di Isabel. Jacobi sospetta di Brandon e lo fa portare in centrale per un ulteriore interrogatorio, mentre a Jessie è permesso di andare a casa. Dwyer va alla festa privata di Alec Dawning al club Del Rio, dove scopre che la fidanzata gelosa di Alec, Felice Backett, la bionda gelida, ha commesso l'omicidio. Dwyer la porta alla stazione di polizia e Brandon viene rilasciato. Brandon torna da Jessie nel loro ricco appartamento, ma lei infine si rende conto di non amarlo più e se ne va. Brandon riflette su cosa succederà dopo, mentre si affaccia su New York.